# Păltiniș (okręg Botoszany)
Păltiniș – wieś w Rumunii, w okręgu Botoszany, w gminie Păltiniș. W 2011 roku liczyła 1792 mieszkańców.